# Cortinarius luteobrunneus
Cortinarius luteobrunneus är en svampart som beskrevs av Peintner & M.M. Moser 2002. Cortinarius luteobrunneus ingår i släktet Cortinarius och familjen spindlingar.   Inga underarter finns listade i Catalogue of Life.